# SBTRKT
SBTRKT（サブトラクト）は、ロンドンのミュージシャン、アーロン・ジェロームの音楽プロジェクトである。
2011年にセルフ・タイトル作『サブトラクト』をリリース。また、これまで、M.I.A.や レディオヘッド、モードセレクター、ベースメント・ジャックス、アンダーワールド、マーク・ロンソンといった数多くのアーティストの楽曲のリミックスを発表している。
ライブや各種メディアに露出する際は必ず、アフリカの部族を思わせる仮面をかぶっており、その理由をジェロームは「自分自身の正体を明かさずに音楽を表現したかったから」と語っている。また、「引き算する」ことを意味する英単語「Subtract」に由来する「SBTRKT」という名前についても「自分の作り出す音楽から、自分という存在を取り除きたかったから」と語っている。

## ディスコグラフィ

### アルバム
- SBTRKT (2011年)
- Wonder Where We Land (2014)
- The Rat Road (2023)

### EP
- 2020 (2010年)
- Step In Shadows (2010年)